# Jaded (travhäst)
Jaded, född 7 april 2002 på Menhammar stuteri i Ekerö i Stockholms län, är en svensk varmblodig travhäst. Han tränades av Stefan Hultman och kördes av Örjan Kihlström.
Jaded tävlade åren 2005–2010 och sprang in 7,8 miljoner kronor på 61 starter varav 24 segrar, 9 andraplatser och 12 tredjeplatser. Han tog karriärens största segrar i Svenskt Trav-Kriterium (2005), Sweden Cup (2007) och Gulddivisionens final (dec 2010). Han kom även på andraplats i Hugo Åbergs Memorial (2008), Sundsvall Open Trot (2008) och Elitloppet (2009) samt på tredjeplats i långa E3 (2005) och Finlandialoppet (2008).
Efter tävlingskarriären blev han avelshingst vid Menhammar stuteri. Han fick sin första årskull 2012. Hans hittills vinstrikaste avkommor är I'm Just A Sund (2012), Ural (2013) och Weekend Fun (2014).